# あの子はたあれ
「あの子はたあれ」（あのこはたあれ）は、日本の童謡。作詞：細川雄太郎、作曲：海沼實。1939年（昭和14年）に楽譜が発表され、1941年（昭和16年）にレコードが発売された。「あの子はだあれ」とも表記される。

## 概要
1939年（昭和14年）、細川雄太郎が同人誌『童謡と唱歌』第5巻第2号（1939年2月20日発行）に『泣く子はだあれ』の題で発表した。『童謡と唱歌』は「かわいい魚屋さん」の作詞者・加藤省吾編集発行の雑誌であった。細川は当時24歳で、群馬県新田郡藪塚本町(現在の太田市)の味噌・醤油会社の社員だった。故郷である滋賀県蒲生郡日野町の幼く楽しかった頃を思い出して詩作をしたという。
細川の詞が作曲家の海沼實の目に留まり、メロディがつけられ、1940年（昭和15年）にレコードの制作が決まった。時節柄「泣く子」はまずかろうと「あの子」とし、「だーれ」もしくは「だァれ」としていた原詩の部分は音が汚くメロディーに乗りにくいとして、海沼が「たあれ」と変えるよう主張し、改められた。同時に詞の内容も明るくリズミカルなメロディーに合うよう、3番4番を中心に改作された（当時は著作権意識が低く、作曲家、レコードディレクター、作詞家当人に加えて当局の検閲などで、多くの童謡が改作された時代であった）。
1940年、キングレコードにて秋田喜美子の歌唱が吹き込まれ、翌年発売された。以降さまざまな童謡歌手にカバーされている。

## 歌碑
以下の作詞・作曲家ゆかりの地に本作の歌碑が建立されている。
- 細川雄太郎の故郷・滋賀県日野町の国道沿い
- 細川雄太郎が勤務した太田市薮塚本町のなつめ公園内
- 長野県長野市篠ノ井の北西、茶臼山公園内。海沼實の故郷・松代に近い